# Старк (округ, Іллінойс)
Шаблон:StateAbbr_ 41°05′ пн. ш. 89°47′ зх. д. / 41.09° пн. ш. 89.79° зх. д.
Округ  Старк (англ. Stark County) — округ (графство) у штаті  Іллінойс, США. Ідентифікатор округу 17175.

## Історія
Округ утворений 1839 року.

## Демографія
За даними перепису 
2000 року 
загальне населення округу становило 6332 осіб, усе сільське.
Серед мешканців округу чоловіків було 3054, а жінок — 3278. В окрузі було 2525 домогосподарств, 1765 родин, які мешкали в 2725 будинках.
Середній розмір родини становив 3.
Віковий розподіл населення поданий у таблиці:
| Стать    | До 15 років | 15-21 | 22-29 | 30-39 | 40-49 | 50-65 | 65-85 | Понад 85 |
| -------- | ----------- | ----- | ----- | ----- | ----- | ----- | ----- | -------- |
| Чоловіки | 638         | 292   | 251   | 402   | 456   | 537   | 427   | 51       |
| Жінки    | 657         | 262   | 246   | 425   | 451   | 500   | 589   | 148      |

## Суміжні округи
- Бюро — північ
- Маршалл — схід
- Піорія — південь
- Нокс — захід
- Генрі — північний захід

## Виноски
1. ↑  U.S. Decennial Census. United States Census Bureau. Процитовано 8 липня 2014.
2. ↑  Historical Census Browser. University of Virginia Library. Архів оригіналу за 11 серпня 2012. Процитовано 8 липня 2014.
3. ↑  Population of Counties by Decennial Census: 1900 to 1990. United States Census Bureau. Процитовано 8 липня 2014.
4. ↑  Census 2000 PHC-T-4. Ranking Tables for Counties: 1990 and 2000 (PDF). United States Census Bureau. Процитовано 8 липня 2014.
5. ↑  State & County QuickFacts. United States Census Bureau. Архів оригіналу за 23 серпня 2011. Процитовано 8 липня 2014. [Архівовано 2011-08-23 у Wayback Machine.](англ.) Наведено за англійською вікіпедією.
6. ↑  American FactFinder. Бюро перепису населення США. Архів оригіналу за 26 лютого 2012. Процитовано 31 січня 2008. [Архівовано 2008-05-21 у Wayback Machine.]

| США | Це незавершена стаття з географії США. Ви можете допомогти проєкту, виправивши або дописавши її. |